# İstanbul Medipol Üniversitesi
Die İstanbul Medipol Üniversitesi (deutsch: Istanbul Medipol-Universität) ist eine private Universität in Istanbul. Die Universität wurde 2009 von der Stiftung Gesundheitliche Bildung und Forschung gegründet.
Die Universität hat zwölf Fakultäten und fünf Institute in Istanbul.

## Akademische Einheiten

### Fakultäten
- Fakultät für Zahnmedizin
- Fakultät für Pharmazie
- Fakultät für Bildende Kunst, Design und Architektur
- Fakultät für Bildungswissenschaften
- Fakultät für Rechtswissenschaft
- Fakultät für Wirtschaftswissenschaften
- Fakultät für Geistes- und Sozialwissenschaften
- Fakultät für Ingenieur- und Naturwissenschaften
- Fakultät für Kommunikation
- Fakultät für Gesundheitswissenschaften
- Medizinschule
- Internationale Medizinische Fakultät

### Institute
- Institut für Forensische Wissenschaften
- Institut für Wissenschaft
- Institut für Medizinische Wissenschaften
- Institut für Gesundheitswissenschaft und Technologieforschung
- Institut für Sozialwissenschaften